# Orimba epigia
Orimba epigia är en fjärilsart som beskrevs av Jean Baptiste Godart 1824. Orimba epigia ingår i släktet Orimba och familjen Riodinidae. Inga underarter finns listade i Catalogue of Life.